# Basse-Terre (Insel)
Basse-Terre ist die westliche und größere der beiden Hauptinseln des französischen Überseedépartements Guadeloupe in der Karibik. Die östliche Hauptinsel heißt Grande-Terre. Auf der Insel befindet sich die Hauptstadt von Guadeloupe, die ebenfalls Basse-Terre heißt.
Diese Insel ist vulkanischen Ursprungs, wobei der Grande-Découverte-Soufrière-Vulkankomplex (GDS) auf Basse-Terre 200.000 Jahre alt sein soll. Der Komplex wird mit seinem 1467 m hohen La Soufrière noch als aktiv eingestuft. Rund um diesen Vulkankomplex sorgten die ausgasenden Schwefeldämpfe für eine waldfreie Zone, die auf der sonst stark bewaldeten Insel einzigartig ist.

## Zuckerrohrtransport
Der Transport von Zuckerrohr zur Zuckerfabrik und Rum-Destille Bologne war vor dem Bau von Straßen aufgrund der Topographie von Basse-Terre schwierig, da die Insel von zahlreichen Schluchten durchzogen ist, was die Erstellung eines zusammenhängenden und durchgehenden Schienennetzes, wie es bei den Fabriken auf Grande-Terre üblich war, unmöglich machte. Die Kosten dafür wären aufgrund der zahlreichen Bauwerke, die erforderlich gewesen wären, unerschwinglich gewesen. Auch Fuhrwerke wären aufgrund der Topographie für den Zuckerrohrtransport nicht geeignet gewesen.
Daher sah man sich um 1880 veranlasst, ein originelles Transportsystem in Betracht zu ziehen, das auf Guadeloupe einzigartig war: Um das Zuckerrohr aus Baillif abzuholen, führte eine Meterspurbahn von der Siedlung Campry zu der 1300 m entfernten Siedlung La Coulisse, wo sich eine Waage zum Wiegen der Lieferungen befand. Von dort aus führte eine 800 m lange Materialseilbahn die das Zuckerrohr zur Verladestation am rechten Ufer des Rivière des Pères. Um das Zuckerrohr von Saint-Claude abzuholen, führte eine 1600 m lange Decauville-Bahn mit einer Spurweite von 500 mm von der Siedlung Mont-Carmel zur Waage von Beauvallon, von wo aus das Zuckerrohr über eine 400 m lange Materialseilbahn zur Station am Rivière des Pères transportiert wurden. Dort verband ein weiteres Meterspurgleis auf einer Länge von 1300 m die Verladestation mit der Zuckerfabrik und Rum-Destille. Für den Versand der Produkte verband schließlich ein weiterer Gleisabschnitt die Fabrik mit dem 400 m entfernten Schiffsanleger, von wo aus der Zucker und der Rum auf dem Seeweg zum Hafen von Basse-Terre gebracht wurden.

## Trivia
Als Saint Marie und Honoré sind Basse-Terre und die Ortschaft Deshaies im Nordwesten der Insel seit 2011 die Hauptdreh- und Spielorte der britisch-französischen Dramedy-Fernsehserie Death in Paradise.